# L'infinito (film)
L'infinito è un film del 2025 diretto e interpretato da Umberto Contarello al suo debutto alla regia.

## Trama
Umberto è uno sceneggiatore demoralizzato dal proprio lavoro e dalla sua vita, ancorato al suo passato. L'uomo si è trasferito in una nuova ampia abitazione, trovando complicanze burocratiche oltre che un senso di vuoto creato dagli ambienti che la costituiscono, in quanto solo dopo il distacco dalla sua unica figlia. Nello stesso periodo gli accadono delle vicende che sollevano e scombussolano ulteriormente il morale all'uomo, tra cui una giovane sceneggiatrice a cui fa da mentore e che dovrebbe finanziare per il suo debutto, il ritorno di una donna, con cui aveva avuto una relazione, che lo accompagnerà in una notte alternativa alle solite e una suora armena, che lo accompagna al cimitero dov'è sepolta sua madre, portandolo a riflettere sulla vita.

## Produzione
Il film, diretto da Umberto Contarello e scritto dallo stesso con Paolo Sorrentino, è stato prodotto da Numero 10, The Apartment e UMI Film.

## Distribuzione
Il film è stato mostrato in anteprima nel corso del Bari International Film Festival. Il film è stato distribuito nelle sale cinematografiche italiane dal 15 maggio 2025.

## Accoglienza
Il film è stato accolto con recensioni generalmente favorevoli da parte della critica cinematografica.

## Riconoscimenti
- 2025 – Nastro d’argento[9]
  - Candidatura a miglior regista esordiente a Umberto Contarello